# Simpsons Comics
Simpsons Comics is een maandelijkse Amerikaanse stripreeks gebaseerd op de animatieserie The Simpsons.

## Achtergrond
De strips worden sinds november 1993 gepubliceerd door Matt Groening's Bongo Comics groep. Het 100e deel was gelijk aan een clip show.
Sinds maart 1997 heeft de stripreeks ook een, eveneens maandelijkse, Britse editie. Deze Britse versie bestaat vooral uit herdrukken van strips uit de Amerikaanse versie, afgewisseld met lezerspagina’s voor Britse lezers.
Een spin-off van de reeks is Simpsons Classics, waarin strips uit de eerste Simpsons Comics worden herdrukt. Deze worden herdrukt als paperbacks door Harper Perennial sinds 1995.
Van 1994 t/m 1999 werden verhalen uit Simpsons Comics afgedrukt in het blad Disney Adventures, hoewel dit blad voor kinderen was en Disney de Simpsons niet bezat.

## Publicatie
De Amerikaanse Simpsons Comics werd oorspronkelijk om de twee maanden afgedrukt. Na #13 veranderde dit in een maandelijkse publicatie. Tussen #30 en #51 werd de strip weer om de twee maanden gepubliceerd, en sinds #51 weer maandelijks.
Homer Simpson · Marge Simpson · Bart Simpson · Lisa Simpson · Maggie Simpson · Abraham Simpson · Patty en Selma Bouvier · Jacqueline Bouvier · Mona Simpson · Santa's Little Helper · Snowball II · Familie Bouvier
Jasper Beardley · Comic Book Guy · Eddie en Lou · Maude Flanders · Ned Flanders · Professor Frink · Barney Gumble · Julius Hibbert · Lionel Hutz · Eerwaarde Lovejoy · Kapitein Horatio McCallister · Hans Moleman · Bleeding Gums Murphy · Apu Nahasapeemapetilon · Mayor Joe Quimby · Dr. Nick Riviera · Agnes Skinner · Cletus Spuckler · Squeaky Voiced Teen · Disco Stu · Moe Szyslak · Kirk Van Houten · Luann Van Houten · Chief Clancy Wiggum
Gary Chalmers · Rod en Todd Flanders · Jimbo Jones · Kearney · Edna Krabappel · Otto Mann · Nelson Muntz · Martin Prince · Seymour Skinner · Milhouse Van Houten · Ralph Wiggum · Groundskeeper Willie · andere studenten
Montgomery Burns · Carl Carlson · Lenny Leonard · Waylon Smithers
Itchy en Scratchy · Kent Brockman · Krusty de Clown · Troy McClure · Rainier Wolfcastle · Radioactive Man
Snake · Kang & Kodos · Sideshow Bob · Fat Tony
Treehouse of Horror
Bart vs. the World · Bart Simpson's Escape from Camp Deadly · The Simpsons Arcadespel · Bart vs. the Space Mutants · Bart's House of Weirdness ·Bart vs. The Juggernauts · Krusty's Fun House · Bartman Meets Radioactive Man · Bart's Nightmare · The Itchy and Scratchy Game · Virtual Bart · Bart and the Beanstalk · Itchy & Scratchy in Miniature Golf Madness · Cartoon Studio · Virtual Springfield · Night of the Living Treehouse of Horror · Bowling · Wrestling · Road Rage · Skateboarding · Hit & Run · The Simpsons Game · The Simpsons: Tapped Out
The Simpsons · The Simpsons Pinball Party
Strips: Simpsons Comics · Bart Simpson serie · Itchy & Scratchy Comics · Bart Simpson's Treehouse of Horror · Futurama/Simpsons Infinitely Secret Crossover Crisis
Tijdschrift: Simpsons Illustrated
Boeken: Bart Simpson's Guide to Life · Family Album · Library of Wisdom · Complete Guides · Planet Simpson · The Simpsons and Philosophy
Actiefiguurtjes: World of Springfield
The Simpsons Movie
Bankgrap ·
Canyonero · 
D'oh! · 
Duff Beer · 
Schoolbordgrap · 